# DNA fetale libero circolante
Per DNA fetale libero circolante (in inglese Cell-free fetal DNA o cffDNA) si intende il DNA del feto che si trova a circolare liberamente nel flusso sanguigno materno. Esso può essere raccolto tramite un prelievo venoso sulla madre. L'analisi di questo DNA può fornire un metodo di screening, ma non di diagnosi prenatale non invasiva.
Il DNA fetale libero circolante proviene dal trofoblasto (un tessuto che fornisce nutrimento all'embrione) che forma la placenta. Si stima che il 2-6% del DNA nel sangue materno ha origine fetale.
Già nel 1983 era stata dimostrata la presenza con cariotipo maschile nel sangue di donne in gravidanza con feto maschio. In questo studio venne utilizzata la tecnica di Polymerase chain reaction (PCR) per avere la conferma della presenza di queste cellule fetali nel circolo materno. L’analisi fu condotta su un campione di 43 donne con gestazione compresa tra le 12 e le 40 settimane. Trenta di queste gravide avevano un feto maschio, mentre 13 erano le gravide con feto femmina. Il risultato dello studio fu che le cellule con cromosoma Y vennero riscontrate solo nelle donne con feto maschio. Il DNA libero circolante nel sangue materno è una commistione di DNA materno e DNA placentare derivato dall’apoptosi delle cellule del citotrofoblasto, in particolare del sinciziotrofoblasto che compone i tessuti placentari,
il DNA fetale libero scompare dopo poco tempo dal termine della gavidanza, mentre le cellule fetali integre possono sopravvivre per più tempo. Il fatto di avere una rapida clearence rende il cffDNA (cell fetal free DNA) gravidanza specifico.
Il DNA fetale è frammentato e si fa strada nel sangue materno tramite spargimento delle microparticelle placentari nella circolazione sanguigna materna. Alcuni studi hanno dimostrato che il DNA fetale può essere trovato già alla 7ª settimana di gestazione e la sua quantità aumenta con il progredire della gravidanza, per poi diminuire rapidamente dopo la nascita del bambino, arrivando a non essere più rilevabile nel sangue materno circa 2 ore dopo la nascita. Il DNA fetale libero circolante è significativamente più piccolo del DNA materno, con frammenti di circa 200pb. Molti metodi utili ad estrarre il DNA fetale dal plasma materno utilizzano le sue dimensioni per distinguerlo da quello della madre.
Può essere utilizzato nell'ambito della diagnosi prenatale a partire dalla 10ª settimana di gestazione quando cioè la quantità di DNA presente è sufficiente per condurre analisi.
Il valore del cffDNA è espresso da una percentuale definita frazione fetale (FF).  il valore della FF varia con il progredire della gravidanza, può essere influenzato da molteplici fattori quali ad esempio l’indice di massa corporea materno, in quanto, per un fenomeno sovrapponibile alla diluizione, la FF diminuisce con l’aumentare del BMI. La FF aumenta con il progredire della gravidanza in quanto aumentano le dimensioni della placenta e di conseguenza il numero di cellule che vanno incontro ad apoptosi del trofoblasto. Nelle gravidanze plurime il valore della FF è aumentato rispetto alle gravidanze singole, anche in questo caso si ritiene che tale fenomeno possa essere legato alle maggiori dimensioni della placenta (se unica) o alla presenza di due placente, con la conseguenza che le cellule trofoblastiche che vanno incontro all’apoptosi è maggiore rispetto alle gravidanze singole.
Anche le alterazioni cromosomiche sono in grado di alterare la FF. Questa risulta essere più alta nei feti con trisomia 21. Al contrario si osservano livelli più bassi di FF in feti affetti da trisomia 13, 18, o monosomia del cromosoma X.
Per l’analisi del cffDNA nell’ambito della diagnosi prenatale, la FF deve avere un valore superiore al 4%. In talune donne il valore della FF non supera questo cut off, in questi casi può essere ripetuto il prelievo di sangue materno nella speranza che il proseguimento della gravidanza abbia aumentato il livello della FF.
In caso il criterio di sufficienza della FF sia soddisfatto si passa all’ analisi delle aneuploidie tramite NIPT. Il NIPT è un test di screening e non un test diagnostico proprio per il fatto che le tecniche di analisi non valutano solo il cffDNA ma il cfDNA (cell freeDNA) totale includendo sia il DNA libero circolante materno che fetale. La sensibilità e specificità del NIPT sono maggiori rispetto al test combinato per l’analisi delle trisomie 13,18,21.
Il risultato possibile per l’esame NIPT è di alto o basso rischio per una specifica trisomia, ad esempio alto rischio per trisomia 13.
In caso di risultato di alto rischio per un’aneuploidia è necessario procedere all’esecuzione della diagnosi invasiva.
Gli studi hanno esaminato, e in alcuni casi anche ottimizzato, i protocolli per la determinazione dei fattori RhD non compatibili, per la determinazione delle malattie genetiche legate ai cromosomi sessuali e per le malattie ereditarie. Gli studi in corso stanno ora cercando di determinare le aneuploidie nel feto in via di sviluppo. Questi test possono essere condotti più precocemente rispetto agli attuali metodi diagnostici prenatali e non presentano alcun rischio di aborto spontaneo.  Il test prenatale non invasivo (NIPT), questo è il termine oggi usato invece di diagnosi prenatale non invasiva (NIPD), è utilizzato anche in Europa e in parte degli Stati Uniti e come metodica è in continuo sviluppo; è quasi certo che in un prossimo futuro ridurranno il numero di casi considerati a rischio e per i quali rimane necessario ricorrere a prelievo di villi coriali (CVS) e l'amniocentesi, che sono tuttora le uniche metodiche di diagnosi., che hanno rischi di aborto spontaneo correlati alla procedura rispettivamente di circa 1 su 100 gravidanze e 1 su 200.
Come metodo di diagnosi prenatale, le tecniche basate sul DNA fetale libero circolante condividono gli stessi problemi etici e pratici.